# Jan Mazaraki (zootechnik)
Jan Franciszek Michał Józef Mazaraki (ur. 1 grudnia 1907 we Lwowie, zm. 16 listopada 1992 w Szczecinie) – polski agrotechnik, profesor doktor habilitowany nauk rolniczych.
Studiował na Wydziale Rolniczo-Lasowym Politechniki Lwowskiej w Dublanach, a następnie pracował w administracji rolnej. W 1962 obronił doktorat i uzyskał stopień doktora nauk rolniczych, został wówczas kierownikiem naukowym Zakładu Doświadczalnego Polskiej Akademii Nauk w Popielnie. Rok później Wyższa Szkoła Rolnicza w Szczecinie nadała mu tytuł profesora. W 1967 został kierownikiem Katedry Produkcji Zwierzęcej, od 1973 był profesorem tytularnym. Członek korespondent Polskiej Akademii Nauk, odznaczony Krzyżem Kawalerskim Orderu Odrodzenia Polski. Jego żoną była Aleksandra Chomiczewska-Mazaraki (1930-2012), wileńska harcerka. Spoczywa na cmentarzu Centralnym (kw. 85, rząd 10, grób 4).